# 亞美尼亞政治
亞美尼亞是一個多黨制民主共和國。2015年12月，亞美尼亞舉行了憲法修改公投，63.35%的選民同意亞美尼亞從總統制國家變為內閣制國家。在這次公投之前，亞美尼亞是一個總統制國家，總統是政府領導人。立法權則屬於政府和國會。亞美尼亞在1991年9月通過了獨立公投，從蘇聯獨立。亞美尼亞現任總統是謝爾日·薩爾基相，所屬政黨是亞美尼亞共和黨。